# Kianusch Stender

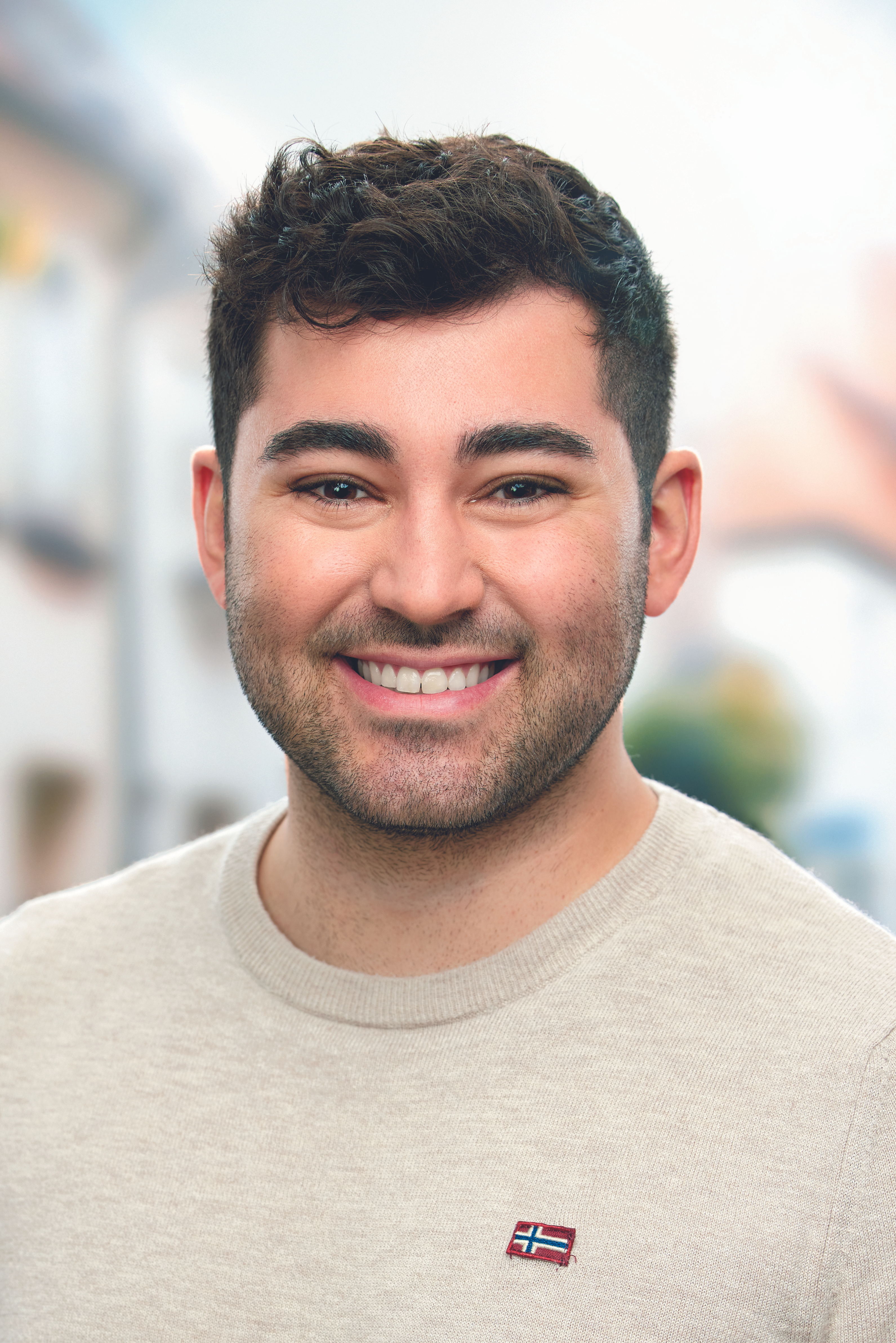
Kianusch Stender, 2022

Kianusch Stender (* 22. Oktober 1993 in Husum) ist ein deutscher Politiker (SPD). Seit 2024 ist er Mitglied des Schleswig-Holsteinischen Landtags.

## Leben
Aufgewachsen in Dithmarschen kam Stender für einen Freiwilligendienst und das anschließende Studium nach Flensburg, wo ihn die damalige Oberbürgermeisterin Simone Lange auf einer Veranstaltung für die Sozialdemokratie begeisterte. Während seines Studiums, das er an der Europa-Universität Flensburg und der Syddansk Universitet in Sonderburg absolvierte und 2020 mit dem Master in International Management abschloss, begann sein politisches Engagement in studentischen Gremien. Neben der Politik spielt Stender Trompete und ist im Sportverein TSB Flensburg aktiv.

## Politik
Stender ist seit 2014 Mitglied der SPD. Von 2019 bis 2021 war er Vorsitzender der Jusos in Flensburg. Zudem war er Vorsitzender des Ortsvereins Adelby-Engelsby sowie bürgerschaftliches Mitglied in der Ratsversammlung in Flensburg. Von 2021 bis 2023 war Stender Landesvorsitzer der Jusos in Schleswig-Holstein. Im Februar 2023 wurde er zum Beisitzer im Landesvorstand der SPD Schleswig-Holstein gewählt. Im Juli 2023 übernahm er den Vorsitz der SPD Flensburg.
Bei der Landtagswahl in Schleswig-Holstein 2022 trat Stender im Landtagswahlkreis Flensburg an und erreichte 17,3 Prozent der Erststimmen. Er verpasste damit zunächst sowohl den direkten Einzug in den Landtag als auch den Einzug über die Landesliste. Am 2. April 2024 rückte er für Thomas Losse-Müller in den Landtag nach.
Im Landtag ist Stender Mitglied im Wirtschaftsausschuss und stellvertretendes Mitglied im Umweltausschuss sowie im Petitionsausschuss. Für die SPD-Fraktion übernahm er die Funktion des Sprechers für Wirtschaft, Digitales und Sport.